# 吴嘉甫
吴嘉甫（1948年—），布依族，中华人民共和国政治人物、第十一届全国政协委员。
加入中国共产党，担任十一届全国政协常务委员、贵州省政协副主席。2003年，担任贵州省副省长。2008年，当选第十一届全国政协常务委员，代表少数民族界，分入第五十组。